# مات ماهوني
مات ماهوني (بالإنجليزية: Matt Mahoney)‏ (17 أبريل 1995 في الولايات المتحدة - ) هو لاعب كرة قدم أمريكييلعب في فريق نادي ساكارامينتو ريببلك في مركز الدفاع.

## وصلات خارجية
- مات ماهوني على موقع قاعدة بيانات كرة القدم.إي يو (الإنجليزية)